# ایگور وانتکه
ایگور وانتکه (آلمانی: Igor Wandtke؛ زادهٔ ۳ نوامبر ۱۹۹۰) جودوکار اهل آلمان است.